# Ulica Blizna w Kole
Ulica Blizna w Kole – jedna z głównych ulic Koła, stanowi wewnętrzną obwodnicę centrum miasta. Jest jednocześnie drogą tranzytową w kierunkach: Łask, Poznań, Sompolno, Warszawa, Włocławek i przedłużeniem alei Jana Pawła II. W całości położona jest na terenie osiedla Przedmieście Warszawskie. 
Do 1924 roku Blizna stanowiła samodzielną wieś.
Ulica Blizna w granicach administracyjnych miasta Koła ma długość około 1 kilometra.
Rozpoczyna się od skrzyżowania z ulicą Włocławską i aleją Jana Pawła II, gdzie znajduje się sygnalizacja świetlna. 100 metrów dalej krzyżuje się z ul. Spółdzielców. Na 300 metrze krzyżuje się z ulicą Przesmyk. Następnie, na rondzie księdza Serafina Opałki, spotyka się z ulicami ks. Opałki i Wojciechowskiego. Później krzyżuje się kolejno z ulicami Miodowa, bł. ks. Popiełuszki i Polskiego Czerwonego Krzyża. Kończy się na skrzyżowaniu z ul. Kolejową i ul. Piaski.
Administracyjnie mieszkańcy ulicy przynależą do parafii rzymskokatolickiej Matki Bożej Częstochowskiej.

## Obiekty
Przy ulicy Blizna znajduje się m.in.:
- kościół Matki Bożej Częstochowskiej
- Liceum Ogólnokształcące im. Kazimierza Wielkiego